# Saison 4 de MASH
Cet article présente le guide de la quatrième saison de la série télévisée MASH.

## Épisode 1Bienvenue en Corée
- États-Unis : 12 septembre 1975

- Reid Cruickshanks (Staff Sergeant)
- Nat Jones (G.I.)
- Ted Zeigler (Sergeant Dale)
- Robert A. Kames (Colonel)

## Épisode 2: (Change of Command)
- États-Unis : 19 septembre 1975

## Épisode 3:Nuit à problème
- États-Unis : 26 septembre 1975

- Christopher Allport (Abbott)
- Darren O'Connor (Jenkins)

## Épisode 4:Un mort qui se porte bien
- États-Unis : 3 octobre 1975

- Richard Masur (Lt. 'Digger' Detmuller)
- Eldon Quick (Captain Pratt)
- Sherry Steffens (Nurse Able)

## Épisode 5:Tant qu'il y aura des tanks
- États-Unis : 10 octobre 1975

- Frank Marth (Colonel Griswald)
- Bruce Kirby (Sgt. Kimble)
- Ted Hamilton (Lt. Chivers)

## Épisode 6:Le Car
- États-Unis : 17 octobre 1975

## Épisode 7:Joyeux anniversaire colonel
- États-Unis : 24 octobre 1975

- Buck Young (Dan)
- Barbara Christopher (Nurse O'Connor)

## Épisode 8: (The Kids)
- États-Unis : 31 octobre 1975

- Ann Doran (Nurse Meg Cratty)
- Mitchell Sakamoto (Slicky Boy)
- Huanani Minn (Sung Lee)
- Chrisleen Sun (Korean Girl)
- Darrin Lee (Korean Boy)

## Épisode 9:Quo Vadis, capitaine Chandler?
- États-Unis : 7 novembre 1975

- Alan Fudge (Captain Arnold Lawrence Chandler)

## Épisode 10:Chère Peggy
- États-Unis : 11 novembre 1975

- Ned Beatty (Col. Hollister)

## Épisode 11: (Of Moose and Men)
- États-Unis : 21 novembre 1975

- Lois Foraker (infirmière)
- Tim O'Connor (Colonel Spiker) ,

## Épisode 12:Le Soldat du mois
- États-Unis : 28 novembre 1975

## Épisode 13:L'Adieu à l'arme
- États-Unis : 2 décembre 1975

- Warren Stevens (Colonel Robert Joseph Chaffey)

## Épisode 14:Au pied de la lettre
- États-Unis : 9 décembre 1975

## Épisode 15:Le colonel n'aime pas la tomate
- États-Unis : 16 décembre 1975

- James Jeter (inconnu)

## Épisode 16:Lettre à maman
- États-Unis : 23 décembre 1975

- Redmond Gleeson (Sergeant Callan)
- John Fujioka (Colonel Kim)
- Rollin Moriyama (Colonel Park)

## Épisode 17:«Lèvres en feu» à Tokyo
- États-Unis : 6 janvier 1976

- Joe Morton (Captain Saunders)
- John Voldstad (inconnu)
- William Grant (inconnu)
- George Simmons (inconnu)

## Épisode 18:Monologue
- États-Unis : 13 janvier 1976

- Philip Ahn (The Father)
- Shizuko Hoshi (The Mother)
- Susan Sakimoto (inconnu)
- Jayleen Sun (Younger Son)
- Jun Kim (The Pregnant Woman)

## Épisode 19:La Mise aux enchères
- États-Unis : 20 janvier 1976

- George O'Hanlon Jr. (Gerald Phelan)
- Kevin Hagen (Colonel T.K. Coner)

## Épisode 20:La Mutinerie de Pierce
- États-Unis : 27 janvier 1976

- Ned Wilson (Colonel Miles Carmichael)

## Épisode 21:Jack le Meilleur
- États-Unis : 3 février 1976

- Robert Hogan (Jack Mitchell)
- Dennis Kort (Corporal Howard W. Owens)
- Michael A. Salcido (inconnu)
- Alba Francesca (inconnu)

## Épisode 22:À nos amours
- États-Unis : 10 février 1976

- Blythe Danner (Nurse Carlye Breslin)
- Mary Jo Catlett (Nurse Becky Walsh)

## Épisode 23:Le Déluge
- États-Unis : 17 février 1976

- Lois Foraker (Nurse Able)
- Albert Hall (Corporal)
- Anthony Palmer (The Sergeant)
- Tom Ruben (P.F.C.)
- Kario Salem (The Youngster)

## Épisode 24:L'Interview
- États-Unis : 24 février 1976

- Clete Roberts (lui-même)